# Evergreen Taoist Church of Australia
Evergreen Taoist Church of Australia is een taoïstische tempel van Chinese Australiërs in Deagon, een buitenwijk van de Australische stad Brisbane. De tempel werd in 1988 gesticht en het gebouwencomplex was drie jaar later klaar voor gebruik. In de tempel kan worden getrouwd volgens de Australische wet en kan men Chinese uitvaarten houden. Er worden maandelijks meerdere gebedsdiensten gehouden.
Het tempelcomplex bestaat uit:
- hal van de Drie Puren
- hal van de Drie Meesters
- hal van de Spirituele Bewaker, meester Lü, Guanshengdi, Huang Daxian, Tianhou, Guanyin en Caishen
- hal van de voorouders (gebruikt om voorouderverering te praktiseren)
- bejaardentehuis